# Danh sách di sản thế giới tại Na Uy
Ủy ban Di sản thế giới là một cơ quan của Tổ chức Giáo dục, Khoa học và Văn hóa Liên Hợp Quốc (UNESCO), là tổ chức có tầm quan trọng đến việc bảo tồn các di sản văn hóa và thiên nhiên theo Công ước Di sản thế giới của UNESCO năm 1972. Vương quốc Na Uy chấp nhận Công ước Di sản thế giới vào ngày 12 tháng 5 năm 1977, từ đó các di tích của quốc gia này đủ điều kiện để được xét công nhận là Di sản thế giới. Tính đến năm 2017, Na Uy có tổng cộng 8 di sản thế giới, bao gồm 7 di sản văn hóa và 1 di sản thiên nhiên. Di sản Vòng cung trắc đạc Struve chia sẻ với 9 quốc gia khác.
Hai địa danh đầu tiên được công nhận là Nhà thờ bằng ván gỗ ở Urnes và Bryggen, được ghi vào danh sách tại kỳ họp thứ ba của Uỷ ban Di sản thế giới tổ chức tại Cairo và Luxor thuộc Ai Cập vào năm 1979. Di sản mới nhất được công nhận là Di sản công nghiệp Rjukan–Notodden được công nhận vào năm 2015.
Ngoài các di sản đã được công nhận, Na Uy có một số địa điểm nằm trong danh sách di sản dự kiến của UNESCO.

## Danh sách
UNESCO liệt kê các di sản theo mười tiêu chí, mỗi mục phải đáp ứng ít nhất một trong các tiêu chí. Tiêu chí (i) đến (vi) là di sản văn hóa, trong khi (vii) đến (x) là di sản thiên nhiên.
| Di sản                                                | Hình ảnh                                                                  | Vị trí                                                     | Năm công nhận | Dữ liệu của UNESCO          | Mô tả |
| ----------------------------------------------------- | ------------------------------------------------------------------------- | ---------------------------------------------------------- | ------------- | --------------------------- | --- |
| Nhà thờ bằng ván gỗ ở Urnes                           | Nhà thờ Urnes, một tòa nhà bằng gỗ với nghĩa trang ở phía trước.          | Sogn og Fjordane 61°18′0″B 7°20′0″Đ / 61,3°B 7,33333°Đ     | 1979          | 58; i, ii, iii (văn hóa)    | Một nhà thờ bằng ván gỗ ở Urnes là một trong những ví dụ lâu đời nhất và nổi bật nhất của loại nhà thờ bằng gỗ này. Nó được xây dựng vào thế kỷ 12 và 13 và được kết hợp các yếu tố truyền thống của người Viking trong việc xây nhà thờ trước thế kỷ 11. Nhà thờ chịu những ảnh hưởng của nghệ thuật Celtic, truyền thống của người Viking và kiến trúc La Mã. Các đồ gỗ có nguồn gốc từ những nhà thờ cổ, mô tả một cách xen kẽ hình ảnh chiến đấu với các loài thú, chúng liên kết với văn hóa Bắc Âu thời kỳ tiền Kitô giáo và liên kết với Kitô giáo trong thời Trung Cổ.                                                                 |
| Bryggen                                               | Những căn nhà Bryggen, nhìn từ đường phố.                                 | Hordaland 60°23′50″B 5°19′23″Đ / 60,39722°B 5,32306°Đ      | 1979          | 59; iii (văn hóa)           | Bryggen là quận cảng lịch sử của Bergen, một thành phố quan trọng trên bờ biển phía Tây Na Uy. Vào năm 1350, Liên minh Hanse đã thành lập một trạm giao dịch nước ngoài theo kiểu kontor tại thành phố Bergen, nơi kiểm soát việc buôn bán cá khô từ miền Bắc. Thời kỳ của Liên minh Hanse kéo dài đến thế kỷ 16. Những ngôi nhà gỗ của Bryggen bị ảnh hưởng bởi nhiều vụ hỏa hoạn, lần cuối cùng vào thập niên 1950, nhưng luôn được xây dựng lại theo phong cách truyền thống. Khoảng 60 tòa nhà truyền thống vẫn còn tồn tại đến ngày nay.                                                                                                  |
| Thị trấn mỏ Røros và vùng lân cận                     | Toàn cảnh thị trấn Røros vào mùa đông.                                    | Sør-Trøndelag 62°34′26″B 11°23′8″Đ / 62,57389°B 11,38556°Đ | 1980          | 55; iii, iv (văn hóa)       | Røros là một thị trấn khai thác đồng từ năm 1644 cho đến năm 1977 khi công ty khai thác bị phá sản. Thị trấn được xây dựng hoàn toàn bằng gỗ. Nó đã bị quân đội Thụy Điển san bằng hoàn toàn vào năm 1679 trong Chiến tranh Scanian nhưng sau đó được xây dựng lại. Cùng với khu vực xung quanh, Circumference (khu vực đặc quyền được trao tặng bởi Vua Đan Mạch-Na Uy cho Røros Copper Works năm 1646), nó cho thấy cuộc sống và công việc tại một thị trấn khai thác trong điều kiện khắc nghiệt của Bắc Cực. |
| Các hình khắc trên đá ở Alta                          | Những tranh khắc Alta mô tả con người và động vật                         | Finnmark 69°57′0″B 23°11′0″Đ / 69,95°B 23,18333°Đ          | 1985          | 352; iii (văn hóa)          | Di sản này có chứa 45 địa điểm có tranh khắc ở 5 khu vực xung quanh Alta Fjord, lan dần về phía bắc của Vòng Bắc Cực. Hàng ngàn bức tranh vẽ và tranh chạm khắc, có niên đại từ khoảng 4200 TCN đến 500 TCN, mô tả hệ động vật sống tại vùng cực như tuần lộc, nai sừng xám, gấu, cá, cá voi và chim biển, cũng như sự tương tác với hoạt động săn bắt và hái lượm của con người sống tại đây. Các bức vẽ thể hiện những hoạt động săn bắn, câu cá, đi thuyền, các biểu tượng và nghi lễ. Sự sáng tạo của văn hóa vật chất cũng được mô tả. |
| Vegaøyan -- Quần đảo Vega                             | Toàn cảnh đảo Vega nhìn từ biển                                           | Nordland 65°37′0″B 11°45′0″Đ / 65,61667°B 11,75°Đ          | 2004          | 1143; v (văn hóa)           | Ngoài những ngư dân và nông dân, ít nhất là từ thế kỷ thứ 9, cư dân của quần đảo Vega đã thu hoạch số lượng lớn lông bụng của vịt Somateria. Người ta đã xây dựng nơi trú ẩn và tổ cho những con vịt đến đây vào mỗi mùa xuân và được bảo vệ trong mùa sinh sản, cho phép những nơi đó tụ hợp những con vịt khi vịt và gà con lạc khỏi tổ. Truyền thống này vẫn được duy trì cho đến nay. Cảnh quan văn hóa bao gồm làng chài, bến cảng, nhà kho, cảnh quan nông nghiệp, ngọn hải đăng và đèn hiệu. |
| Vòng cung trắc đạc Struve*                            | Vòng cung trắc đạc Struve ở Hammerfest. Có một quả địa cầu trên đỉnh cột. | Finnmark 59°03′28″B 26°20′16″Đ / 59,05778°B 26,33778°Đ     | 2005          | 1187; ii, iii, vi (văn hóa) | The Vòng cung trắc đạc Struve là một chuỗi các điểm được tính theo Phép đo Tam giác, trải dài trên một khoảng cách 2.820 kilômét (1.750 mi) từ Hammerfest ở Na Uy đến Biển Đen. Các điểm được thiết lập trong một cuộc khảo sát bởi nhà thiên văn học Friedrich Georg Wilhelm Struve, người đầu tiên thực hiện một phép đo chính xác của một đoạn dài của một kinh tuyến, giúp thiết lập kích thước và hình dạng của Trái Đất. Ban đầu, có 265 điểm trạm. Di sản Thế giới này bao gồm 34 điểm tại mười quốc gia (Bắc đến Nam: Na Uy, Thụy Điển, Phần Lan, Nga, Estonia, Latvia, Litva, Belarus, Moldova, Ukraine), bốn trong số đó là ở Na Uy. |
| Các vịnh hẹp Tây Na Uy – Geirangerfjord và Nærøyfjord | Toàn cảnh Geirangerfjord với một số tàu du lịch trong vịnh hẹp            | Møre og Romsdal và Sogn og Fjordane                        | 2005          | 1195; vii, viii (tự nhiên)  | Hai vịnh hẹp này là hai trong những vịnh hẹp dài nhất và sâu nhất thế giới. Chúng là những ví dụ kinh điển của vịnh hẹp, thung lũng với những sông băng ngập nước. Các thung lũng cao tới 1.400 mét (4.600 ft) so với mực nước biển và chiều rộng lên đến 500 mét (1.600 ft). Khu vực này cũng có số lượng lớn thác nước, sông băng và hồ băng. |
| Di sản công nghiệp Rjukan–Notodden                    | Nhà máy amoniac dioxit                                                    | Telemark 59°52′43″B 8°35′37″Đ / 59,87861°B 8,59361°Đ       | 2015          | 1486; ii, iv (văn hóa)      | Tổ hợp công nghiệp ở các thị trấn Rjukan và Notodden được thành lập bởi công ty Norsk Hydro vào đầu thế kỷ 20. Nhà máy thủy điện ở đây ban đầu cung cấp năng lượng cho sản xuất công nghiệp phân bón nhân tạo từ nitơ trong không khí, một ngành công nghiệp toàn cầu mới. |

## Danh sách dự kiến
Ngoài các địa điểm ghi trong danh sách Di sản thế giới, các quốc gia thành viên có thể đề xuất một danh sách các địa điểm dự kiến để xem xét đề cử công nhận trong tương lai. Ứng cử viên cho danh sách Di sản thế giới chỉ được chấp nhận nếu địa điểm đã được liệt kê trước đó trong danh sách dự kiến. Đến năm 2019, Na Uy liệt kê 5 địa điểm trong danh sách dự kiến.
| Di sản                                                                                                   | Hình ảnh                                                                        | Vị trí                     | Năm đề cử | Tiêu chí UNESCO                   | Mô tả |
| --- | ------------------------------------------------------------------------------- | -------------------------- | --------- | --------------------------------- | --- |
| Vùng đất Laponia – Tysfjord, vịnh hẹp Hellemobotn và Rago (mở rộng)*                                     | Biển, được bao quanh bởi những ngọn núi                                         | Nordland                   | 2002      | iii, v, vii, viii, ix (hỗn hợp)   | Di sản dự kiến này là phần mở rộng của một di sản đã được liệt kê ở Thụy Điển. Laponia là vùng đất cư trú của người Sami, bộ tộc bảo tồn lối sống truyền thống dựa trên tuần lộc. Tysfjord là nơi có cộng đồng người Lule Sami quy mô lớn. Vườn quốc gia Rago là một khu vực miền núi hoang dã. |
| Quần đảo Lofoten                                                                                         | Đảo Lofoten nhìn từ trên cao.                                                   | Nordland                   | 2002      | iii, viii, ix, x (hỗn hợp)        | Lofoten là một nhóm các đảo phía bắc vòng Bắc Cực, trải dài 250 kilômét (160 mi), chủ yếu là đảo đá Tiền Cambri. Nghề đánh bắt cá tuyết là một nguồn thu nhập quan trọng kể từ thời tiền Viking. Khu vực này cũng là môi trường sống quan trọng của nhiều loài động vật, bao gồm các vách đá tổ chim ở Røst và Værøy. |
| Quần đảo Svalbard                                                                                        | Những ngôi nhà ở Longyearbyen, một ngọn núi phủ tuyết trắng                     | Svalbard                   | 2007      | v, vi, vii, viii, ix, x (hỗn hợp) | Khoảng 60% quần đảo Svalbard được bao phủ bởi tuyết và băng. Các hòn đảo đã được sử dụng làm trạm săn bắt cá voi bởi những người khai thác trong nhiều thế kỷ, bây giờ trở thành các khu định cư của Na Uy và Nga. Do thiên nhiên hầu như không bị xáo trộn, đây là môi trường sống quan trọng của các loài động vật ở Bắc Cực như cáo Bắc Cực, tuần lộc, cá voi, hải cẩu và hải mã, cũng như cá hồi chấm Bắc Cực sống ở hồ và sông. Nhiều loài chim làm tổ tại Svalbard, bao gồm cả vịt và ngỗng. Móng địa chất ở Svalbard rất phong phú hóa thạch. |
| Các đảo Jan Mayen và Bouvet là những phần của một đề cử xuyên quốc gia của Sống núi giữa Đại Tây Dương.* | Egg-oeja, một bán đảo trên bờ biển Jan Mayen. Bãi cát với một vách đá trên nền. | Jan Mayen và Bouvet        | 2007      | viii, ix, x (tự nhiên)            | Là một phần của một ứng cử viên xuyên quốc gia bao gồm các điểm quân sự của Mid-Atlantic Ridge. Hai hòn đảo và cả núi lửa đều thuộc địa phận của Na Uy; các địa điểm khác thuộc về Brazil, Vương quốc Anh, Bồ Đào Nha và Iceland. Jan Mayen (một phần lãnh thổ không thể tách rời của Vương quốc Na Uy) nằm ở Bắc Cực, đây là nơi sinh sản của một số lượng lớn hải cẩu Greenland và hải cẩu mào, cũng như các loài chim biển. Đảo Bouvet, một phần Lãnh thổ của Na Uy, nằm cách Mũi Hảo Vọng 2.400 kilômét (1.500 mi) về phía nam, đây là nơi gây giống của chim cánh cụt Macaroni và chim cánh cụt quai mũ, nhưng chim cánh cụt Adelie cũng đã từng được gây giống tại đây. Đây là nơi sinh sản của hải cẩu lông mao Nam Cực và hải tượng phương nam. |
| Các di tích và địa điểm của Viking/Nghĩa trang Viking tại Gulli và Mỏ đá mài Hyllestad*                  | Tàu Viking trong bảo tàng                                                       | Vestfold, Sogn og Fjordane | 2011      | iii (văn hóa)                     | Đề cử xuyên quốc gia này liệt kê chín địa điểm tại sáu quốc gia, kết nối di sản của văn hóa Viking từ thế kỷ 8 đến thế kỷ 12, bao gồm hai địa điểm ở Na Uy. Khu vực Vestfold bao gồm ba địa điểm mộ thuyền và một số gò chôn cất. Các mỏ đá Hyllestad đã được khai thác để sản xuất cối xay bằng đá nhằm để người dân địa phương sử dụng trước tiên và sau đó để xuất khẩu. |